# União de Mocidade Presbiteriana
A União de Mocidade Presbiteriana (UMP) é uma organização ou sociedade interna presente nas igrejas da Igreja Presbiteriana do Brasil. Tem como objetivo organizar as atividades realizadas com os jovens de cada igreja local e entre diferentes igrejas. Ela é representada nacionalmente pela Confederação Nacional de Mocidade (CNM).
Na IPB, considera-se o ano de 1936 como o ano de surgimento da sigla UMP, sendo que, àquela época já existiam mocidades atuantes em muitas igrejas pelo país. Em 1º de maio de 1944 foi criado o Jornal Mocidade, na Federação do Rio de Janeiro. Em 24 de fevereiro de 1946 era organizada a Confederação Nacional, por ocasião do histórico 1º Congresso. O 3º domingo de maio consagrou-se como o dia da UMP. Em 1960 a Confederação Nacional foi extinta, assim ficando até 1986, quando foi reorganizada. A UMP possui uma revista de circulação nacional chamada "Revista Mocidade Presbiteriana".